# Edwin Chapin Starks
Pour les articles homonymes, voir Starks.
Edwin Chapin Starks est un ichtyologiste américain, né le 25 janvier 1867 à Baraboo (Wisconsin) et mort le 29 décembre 1932.

## Biographie
Il étudie à Chicago et commence à travailler dans le commerce. Débute alors son intérêt pour l’histoire naturelle et plus particulièrement pour les poissons. Il commence à correspondre avec Theodore Nicholas Gill (1837-1914), de la Smithsonian Institution, et avec David Starr Jordan (1851-1931), de l’université de l'Indiana, deux des principaux ichtyologistes nord-américains de l’époque. Ces deux spécialistes l’encouragent pour étudier les poissons et Starks entre en 1893 à l’université Stanford où il rejoint le département de zoologie dirigé alors par David Starr Jordan et Charles Henry Gilbert (1859-1928).
Après avoir participé à une mission de recherche conduite par Jordan à Mazatlán (1894), ce dernier lui confie une expédition, soutenue par la Young Naturalists’ Society de Seattle, durant l’été 1895 qui parcourt une route allant de Palo Alto à Seattle. Il cosigne avec Jordan le rapport sur cette mission et dans laquelle plusieurs nouvelles espèces sont décrites.
En mai 1897, il devient l’assistant de Clinton Hart Merriam (1855-1942) dans le service de recherches biologiques du ministère de l’Agriculture des États-Unis. Starks participe en 1899 à l’expédition Harriman en Alaska. Professeur assistant durant vingt ans, il reçoit en 1927 le titre de professeur associé.

## Liste partielle des publications
- 1896 : List of fishes collected at Port Ludlow, Washington. Proc. Calif. Acad. Sci. (Ser. 2) v. 6 : 549–562, Pl. 74–75.

## Source
- Theodore W. Pietsch (1997). Early Ichthyology in Puger Sound: Edwin Chapin Starks (1867-1932) and the Young Naturalists’ Society of Seattle, Collection building in ichthyology and herpetology (Theodore W. Pietsch et William D. Anderson dir.), Special publication, number 3, American Society of Ichthyologists and Herpetologists : 311-322.  (ISBN 0-935868-91-7)